# ジャック・カービー
ジャック・カービー（Jack Kirby、出生名ジェイコブ・カーツバーグ（Jacob Kurtzberg）、1917年8月28日 - 1994年2月6日）は、アメリカン・コミックの作画家、原作者、編集者。コミックメディアを革新した重要人物の一人であり、有数の執筆量や影響力を持つと考えられている。コミックファンの間では「ザ・キング」と呼ばれている。
1930年代に初期のコミック界に入り、1940年代にはジョー・サイモンとのコンビでスーパーヒーローのキャプテン・アメリカを生み出すなど大きな成功を収めた。第二次世界大戦に従軍した後に、サイモンとともにロマンス・コミックスのジャンルを創始した。1950年代末からマーベル・コミックで作画家として活動を始め、原作者・編集者スタン・リーの下でファンタスティック・フォー、X-メン、ハルクなど歴史に残るキャラクターの多くを作り出した。しかしマーベルから作者クレジットなどの面で不当な扱いを受けていると感じ、1970年にライバルのDC社に移籍した。DCでは原作と作画を兼任して「フォースワールド」シリーズなどを残した。その後はテレビアニメやインディペンデント・コミックの分野に活動の場を移した。1987年、アイズナー賞名誉の殿堂に名を連ねた最初の3人の一人となった。後年にはコミック外のメディアからも業績を高く評価されるようになった。76歳で心不全によって死去。

## 経歴

### 生い立ち (1917–1935)
1917年8月28日にニューヨーク、マンハッタンのロウアー・イースト・サイドにあるエセックスストリート147番地で生まれ、そこで育った。出生名はジェイコブ・カーツバーグ (Jacob Kurtzberg) である。母ローズマリーと父ベンジャミン・カーツバーグはユダヤ系オーストリア人の移民で、ベンジャミンは衣料品工場で働く労働者だった。若きカービーはその環境を抜け出したいと願っていた。絵を描くのが好きだったため、美術を学べる場所を求めていた。絵は自己流に学んだが、影響を受けた相手としてコミックストリップ作家ミルトン・カニフ、ハル・フォスター、アレックス・レイモンドや、風刺漫画家C・H・サイクス、ディング・ダーリング、そしてローリン・カービーを挙げている。少年時代にはボーイズ・ブラザーフッド・リパブリックというクラブに所属し、そこで発行される新聞に漫画を描くことで絵の技術を生かした。このクラブはストリートキッドを教化するため自治を行わせる「ミニチュア市」で、ニューヨーク東3丁目に位置していた。
14歳でブルックリンのプラット・インスティテュートに入学するが、1週間で退学したという。「私はプラットが求めていた学生ではなかった。求められていたのは、いつまでも何かに取り組み続ける人間だった。私はどんな課題でもずっとやり続けるのはまっぴらだ。どんどん片づけていきたかった」と語っているが、辞めたのは経済的な理由も大きかった。

### コミック界入り (1936–1940)
1936年にリンカーン・ニュースペーパー・シンジケートに入社し、そこでコミックストリップや、Your Health Comes First!!!（ジャック・カーティス名義）のような1コマの読者相談漫画を描いた。1939年の末にアニメ映画制作会社のフライシャー・スタジオに移り、『ポパイ』の動画を描いた。カービーはこう回想する。「リンカーンからフライシャーに移ったが … ああいう所にはどうしても耐えられなくて、さっさと抜け出してしまった。… 父が働いていた工場のようなものだ。あそこは絵を生産する工場だったんだ」
米国のコミックブック界にはブームが訪れていた。このころ、出版社からコミックブック制作を請け負うスタジオ（パッケージャー）が数社あり、その一つであるアイズナー&アイガーで原作と作画の仕事を始めた。カービー自身の記憶によると、同社の『ワイルドボーイ・マガジン』で描いたのが最初のコミック作品だった。この時期の作品にはSF冒険コミック The Diary of Dr. Hyward（カート・デイヴィス名義）、西部劇犯罪もの Wilton of the West（フレッド・サンド名義）、剣劇冒険作品 The Count of Monte Cristo（ジャック・カーティス名義）、ユーモア作品 Abdul Jones（テッド・グレイ名義）および Socko the Seadog（テディ名義）などがある。これらはアイズナー&アイガーの受注先であるジャンボ・コミックスなどから刊行された。「カービー」という名が初めて現れたのは、イースタン・カラー社の『フェイマス・ファニーズ』第63-64号（1939年10-11月）に掲載された西部劇作品「ローン・ライダー」で用いた筆名「ランス・カービー」だった。カービー本人はこの名がジェームズ・キャグニーを思わせるため気に入っていた。後に公的に「ジャック・カービー」に改名するが、その理由がユダヤ系の血筋を隠すためだとほのめかされると気分を害したという。

### ジョー・サイモンとのパートナー関係 (1941–1942)
多くのコミック出版社で職を探した末に、コミックブックのほか新聞へのシンジケート配信も行っていたフォックス・フィーチャー・シンジケートに移り、当時としては相応の週給15ドル（2019年現在の価値は270ドル）を得た。1940年1月から3月にかけて連載されたコミックストリップ『ブルービートル』がスーパーヒーロー物語の世界への入り口となった。主人公キャラクターの作者チャールズ・ニコラスは同社のハウスネーム（共有の筆名）で、カービーも3か月の連載中この名を用いた。ジョー・サイモンと知り合って共作するようになったのはこのころである。漫画家で編集者でもあったサイモンは、フォックスに勤務する傍らフリーの仕事も続けていた。サイモンは1988年にこう回想している。「ジャックの作品には夢中になった。初めて見たときは自分の目が信じられなかった。フリーの仕事を一緒にやらないかと誘われて、嬉しくなって自分の狭い仕事場に連れて行った。『ブルーボルト』第2号から一緒にやり始めて、それから … 25年くらい続けた」 サイモンはカービーと異なり中流家庭の出身だったが、二人は馬が合った。コンビとしての活動のうち、出版社との交渉やスタジオ経営では長身で押し出しが効くサイモンが先に立った。コミック制作ではストーリーと作画のどちらも二人で分担した。
サイモンとカービーはフォックスを退社し、パルプ・マガジンの出版を手掛けていたマーティン・グッドマンのタイムリー・コミックス（後のマーベル・コミックス）で仕事を始めた。同社では1940年の後半に愛国ヒーローのキャプテン・アメリカを創造した。タイムリーの編集者となっていたサイモンはグッドマンにキャプテン・アメリカを売り込み、利益の25%を受け取れるよう交渉した。1941年の始めに刊行された『キャプテン・アメリカ・コミックス』第1号は 数日で完売し、第2号の発行部数は100万部を超えた。このヒットはサイモンとカービーのコンビを業界における有名作家の地位に押し上げた。カービーの斬新奇抜なアートは同業者から賛嘆をもって迎えられた。『キャプテン・アメリカ』は実在のドイツ総統ヒトラーを悪役として描いていたが、この時点で米国はまだ第二次大戦に参戦しておらず、ともにユダヤ人である作者二人が国内のナチスシンパから脅迫を受けることもあった。
二人はタイムリー外でもフォーセット・コミックスの『キャプテン・マーベル・アドベンチャーズ』創刊号（1941年）を共作した。既に人気があったキャプテン・マーベルをアンソロジー誌から独立させたタイトルであり、カービーはオリジナルの作者C・C・ベックの画風を真似るよう要求された。
キャプテン・アメリカを大ヒットさせたサイモンだったが、グッドマンが約束通りの配当を支払っていないと感じ、カービーとともに大手のナショナル社（後にDCコミックスに改名）に移籍することを目論んだ。タイムリーでの週給が75ドルと85ドルだったのに対し、ナショナルでは合計で500ドルの契約を交わすことができた。二人は移籍の話がグッドマンの耳に入れば給金が支払われないのではないかと危惧していたが、この計画を知っていた人間は多く、タイムリーの編集アシスタントスタン・リーもその一人だった。グッドマンも最終的にこれを知り、サイモンとカービーに『キャプテン・アメリカ・コミックス』第10号を仕上げてから退社するよう言い渡した。二人はスタン・リーがグッドマンに密告したのだと信じていた。
移籍後、カービーとサイモンは最初の週を費やして新キャラクターの案出に取り組んだ。一方でナショナル側はコンビをどう用いるべきか模索していた。編集者が用意した原作を二人が拒絶し続けていると、発行人ジャック・リーボウィッツは「やりたいことをやれ」と告げた。そこで二人は『アドベンチャー・コミックス』の連載「サンドマン」のリニューアルを行い、また新たなヒーローマンハンターを作り出した。1942年7月には、当時進行中だった世界大戦の少年部隊を主人公とする「ボーイ・コマンドーズ」の連載を始めた。この作品は同年末にコンビにとってナショナル初となる単独誌を与えられた。『ボーイ・コマンドーズ』の月間発行数は100万部を超え、ナショナルの売り上げトップ3に食い込んだ。二人はまた、銃後のアメリカで活動するもう一つの「キッド・ギャング」作品、ニュースボーイ・リージョンを『スター・スパングルド・コミックス』で連載し、こちらもヒットさせた。DC社の重役で原作者でもあるポール・レヴィッツは2010年に「ジェリー・シーゲルとジョー・シュスターと同じく、ジョー・サイモンとジャック・カービーの作者コンビは折り紙つきの品質保証マークだった」と所見を述べている。

### 第二次大戦への従軍 (1943–1945)
第二次世界大戦が続く中、サイモンとカービーが徴兵される可能性を考えたリーボウィッツは、不在中に刊行する原稿の蓄えを用意するよう求めた。二人は原作者、インカー、レタラー、カラーリストを雇って1年分の原稿を作成した。カービーは1943年6月7日に陸軍に徴兵され、ジョージア州サヴァンナキャンプ・スチュワートでの基礎訓練の後に第11歩兵連隊F中隊に配属された。D-デイから2か月半を経た1944年8月23日、カービーはノルマンディーのオマハビーチに上陸した。ただしカービー自身の回想ではD-デイから10日しか経っていなかった。彼の証言によると、コミックアーティストのカービーが配属されたことを知った上官は彼を斥候の役に付け、市街地で先行偵察を行って地図や図面を描くという危険極まる任務を与えた。

### 戦後の活動 (1946–1955)

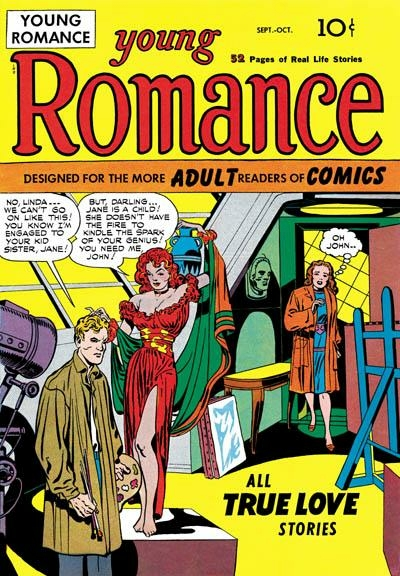
『ヤング・ロマンス』第1号（1947年10月）。カービーとサイモンによる表紙。

終戦後、サイモンはハーヴェイ・コミックスでカービーとともに働く算段を付けた。二人は1950年代の前半を通して同社で多くのタイトルを送り出した。その中には「キッド・ギャング」ものの冒険コミック Boy Explorers Comics 、同じく西部劇コミックBoys' Ranch 、スーパーヒーローもの Stuntman 、立体映画のブームに乗った Captain 3-D がある。二人はほかにもフリーランスとしてヒルマン・ピリオディカルズ（犯罪もの Real Clue Crime）やクレストウッド・パブリケーションズ（Justice Traps the Guilty ）へも寄稿していた。
コンビにとって戦後期最大の成功を生み出したのはロマンス・コミックスの創生だった。恋愛を題材にした告白体小説の雑誌『トゥルー・ストーリー』（マクファデン・パブリケーションズ）からヒントを得たサイモンは、アイディアをコミックブックに移し替えた新タイトル『ヤング・ロマンス』のモックアップをカービーと共同で作成した。サイモンはそれをクレストウッドのジェネラルマネージャーだったモーリス・ローゼンフェルドに見せ、利益の50％のロイヤルティで刊行を持ち掛けた。同社の発行人テディ・エプスタインとマイク・ブレアーは同意したが、前払い金は一切なしという条件だった。『ヤング・ロマンス』第1号（発行日表示1947年10月）は「ジャックとジョーにとって数年間で最大のヒットとなった」という。未踏のジャンルを切り拓いた同誌は92%という驚異的な実売率を叩き出した。クレストウッドは第3号で発行部数を当初の3倍にまで引き上げた。隔月刊として始まった『ヤング・ロマンス』はすぐに月刊となり、スピンオフ誌『ヤング・ラブ』を生んだ。サイモンによると2誌は合わせて月間200万部を売った。後には『ヤング・ブライズ』や、1冊分の長編を掲載する『イン・ラブ』も加わった。タイムリーやフォーセット、クォリティ、フォックス・フィーチャーのような出版社から数十誌に上る模倣作が出た。供給過多の状況の中でもサイモンとカービーのロマンス・コミックは月間100万部単位で売れ続けた。
50年代にタイムリーから転身したアトラス社は1954年にキャプテン・アメリカの新シリーズを立ち上げた。これに憤慨したカービーとサイモンは『ファイティング・アメリカン』を創り出した。サイモンは「キャプテン・アメリカをどう描けばいいか見せてやろうと思ったんだ」と回想する。同作は共産主義と闘うドラマチックなヒーローを主人公として始まったが、サイモンとカービーは第2号以降をスーパーヒーローのパロディに変えてしまった。テレビ放映された公聴会において上院議員ジョセフ・マッカーシーが米軍を激しく糾弾した結果、赤狩りを主導したマッカーシーに対する一般の反発が高まったことを受けた路線変更だった。

### サイモンとの離別 (1956–1957)
このころ、犯罪やホラーを題材としたコミックの流行に対して社会から激しいバックラッシュが起き、業界全体が縮小期に入った。印刷業者は事業を維持するため新しい出版社の参入を求めた。カービーとサイモンは以前から自分たちで出版を行う望みを持っており、印刷業者の誘いに応じてメインライン・パブリケーションズを設立するに至った。二人は1953年末から翌年初めの間にリーダー・ニュースと契約して取次を確保し、親しかったアル・ハーヴェイがブロードウェイ1860番地に構えていたハーヴェイ・パブリケーションズにオフィスを間借りした。メインラインは1954年から1955年にかけて活動し、4作品を刊行した。Bullseye: Western Scout は西部劇である。戦争コミック Foxhole はECとアトラスが同ジャンルで好調だったために企画されたもので、実際の従軍経験者が原作・作画を行っていると宣伝された。In Love はコンビがかつて創刊したロマンス・コミック『ヤング・ラブ』が追随作品を生み続けていたため創刊された。クライム・コミック Police Trap は警察当局に取材した実録だと宣伝された。
カービーとサイモンは過去にクレストウッドで発表した作品の絵を再構成して In Love で利用していた。クレストウッドがそれを理由に二人への支払いを拒否したため、二人は同社の会計監査を求めた。監査にあたって、二人の弁護士は同社が過去7年間の労働に対する13万ドルの未払金を支払う義務があると申し立てた。クレストウッドは直近の未払金に加えて1万ドルを支払った。
ホラーコミックの急先鋒であったECコミックスが業界の自主規制団体と軋轢を起こしてコミックブック出版から撤退すると、ECの取次を一手に引き受けていたリーダー・ニュースが倒産し、メインラインもまた取次会社を失って窮地に陥った。メインラインが活動を停止すると、不況のコミック界でカービーとサイモンがコンビとして作品を描く場所は見つからなかった。サイモンはコマーシャルアートに転進し、カービーはフリーでコミック制作を続けた。「ジョーは他のことをやりたがった。私はコミックにこだわった」とカービーは1971年に述懐している。「仕方がなかった。一緒の仕事を続ける理由がなくなったので、友達として別れた」
1950年代の半ば、カービーはアトラス・コミックスに短期間復帰した。アトラスはタイムリーの後身であり、マーベル・コミックスの直接の前身でもある。かつて袂を分かったアトラスに頭を下げるのはカービーにとって気が進まなかったが、インカーの友人フランク・ジャコイアが編集長となっていたスタン・リーとの間を取り持った。カービーは後にDCコミックスとなるナショナル社でもフリーの仕事を続けながら、アトラスで1956年から翌年にかけて20本の作品を描いた。Battleground 誌第14号（1956年11月）に掲載された5ページの "Mine Field" がその第1号で、西部劇ヒーローのブラックライダーや、フー・マンチューの類似キャラクターであるイエロークローがそれに続いた。ペンシル（下絵）だけでなく妻のロズとともにインク（ペン入れ）を行うときもあり、原作も書いた。しかし、1957年に取次とのトラブルによって「アトラス・インプロ―ジョン（事業縮小）」が起き、シリーズの打ち切りが相次いだ。カービーには何か月にもわたって新しい仕事が割り当てられなかった。新生マーベル社で仕事を再開するのは翌年のことになった。
この時期DCでは、原作者ディック・ウッドおよびデイヴ・ウッドとともに『ショーケース』第6号（1957年2月）でスーパーパワーを持たない冒険家の4人組チャレンジャーズ・オブ・ジ・アンノウンを作り出し、『ハウス・オブ・ミステリー』のようなアンソロジー誌にも作品を提供した。DCでフリーとして活動した30か月間で描いた600ページ強の原稿の中には、『ワールズ・ファイネスト・コミックス』や『アドベンチャー・コミックス』に掲載された各回6ページの「グリーンアロー」計11話がある。同作はカービーが自身でペンシルとインクをどちらも行ったまれな例である。グリーンアローはバットマンの方程式に沿って作られた弓使いのキャラクターだったが、カービーはそれをSFヒーローに変えてしまい、原案者の一人モート・ワイジンガーとの間に遺恨を作った。
新聞配信のコミックストリップ『スカイマスターズ・オブ・ザ・スペースフォース』も始まった。原作はウッド兄弟、当初インカーを務めたのはウォーリー・ウッド（ウッド兄弟とは無関係）だった。しかし、配信を行うシンジケート会社との契約に関わったナショナル編集者ジャック・シフが印税の一部を要求して裁判を起こした。カービーはこの争議などが元となってナショナルを離脱した。それ以前からDC編集者の間では、カービーの奔放な絵が自社の作風に合わないと考える者がいた。「騎兵隊の靴紐を描かない」、「ネイティブアメリカンが馬に間違った側から騎乗する」など、絵のディテールに関する批判もあった。

### シルバー・エイジのマーベル・コミックス (1958–1970)
タイムリーの編集長で、発行人マーティン・グッドマンの親族でもあったスタン・リーに対する悪感情をカービーは捨てきれなかった。タイムリーに雇われていた1940年代、カービーとサイモンが密かにライバル会社ナショナルに寄稿していたことをリーに密告されたと信じていたのである。しかし仕事の選択肢は多くなかったため、DC離脱から数か月後にはアトラスでフリーの仕事を定期的に受け始めた。原稿料が安かったため、カービーは毎日12-14時間にわたって自宅の製図机に向かい、4-5枚の原稿を仕上げていた。この時期アトラスで最初に刊行されたのは『ストレンジ・ワールズ』第1号（1958年12月）の表紙と7ページの掲載作 "I Discovered the Secret of the Flying Saucers" であった。インカーのパートナーとして最初はクリストファー・ルール、後にディック・エアーズと組んだ。ロマンスから戦争、犯罪、西部劇などあらゆるジャンルを股にかけて作品を描いたが、最大の成功を収めたのは、低予算のドライブイン映画よろしく巨大なモンスターが登場する怪奇ファンタジーやSF作品だった。「遊星Xから来た物体」ことグルート、虫の王グロットゥー、竜型の異星生物フィン・ファン・フーンらのモンスターは、『アメイジング・アドベンチャーズ』、『ストレンジ・テールズ』、『テールズ・トゥ・アストニッシュ』、『テールズ・オブ・サスペンス』、『ワールド・オブ・ファンタジー』のような数多くのアンソロジー誌を賑わせた。カービーによって奇怪な外見を与えられた強大で恐るべきクリーチャーは読者の支持を集めた。この時期には他にアーチー・コミックスからも仕事を請け負っており、ジョー・サイモンが作ったスーパーヒーロータイトル『ザ・フライ』 や『ダブル・ライフ・オブ・プライベート・ストロング』の立ち上げに手を貸した。また、古典文学をコミック化する歴史の長いシリーズ『クラシックス・イラストレーテッド』でも数号の作画を手掛けた。
カービーが再びスーパーヒーロー・コミックで本領を発揮し始めたのは、マーベル編集長で原作者を兼任するスタン・リーとの共作であった。その皮切りとなったのは『ファンタスティック・フォー』第1号（1961年11月）である。同作はヒーローコミックとしては現実的な描写を行っただけでなく、やがてカービーの限りない想像力が生み出す宇宙スケールの物語によって60年代のサイケデリック文化と共鳴し、コミック界に変革をもたらす歴史的なヒット作となった。その後10年近くにわたって、カービーはスタン・リーとともにマーベルキャラクターの多くとそのビジュアル・モチーフを作り出し、マーベル社の作風を一手に規定した。リーの指示によって新人アーティストにブレークダウン（コマ割り、ネーム画）を提供することも多かった。アーティストたちはそれに従ってペンシル（下絵）を描きながらマーベルの描き方を身につけていった。作画家ギル・ケインは次のように説明する。
ジャックの影響力は誰よりも大きかった。彼が復帰してからマーベルの運命は一転した。… あのころ作り出されたキャラクターのほとんどがジャックの発案だったというだけじゃない。… ジャックの考え方や作画理念がマーベル社全体を貫く哲学となり、さらには会社を飛び出して業界全体にまで広まった。…マーベルはジャックをお手本に据えた。マーベルは新たに雇ったアーティストにABCを仕込んだが、それはつまりジャック・カービーを学ぶということだった。… ジャックは聖典であり、アーティストたちは脇目もくれずに彼を真似なければならなかった。私自身そう言われたし、従わなければならなかった。マーベルはそうやって全員に、各自の主張を抑えて正本となる考え方に合わせるよう教えていた。
リーとカービーが共作した中でもハイライトは、ハルク、ソー 、アイアンマン、X-メンのオリジナルメンバー、ドクター・ドゥーム、ウアトゥ・ザ・ウォッチャー、マグニートー、エゴ・ザ・リビング・プラネット、インヒューマンズとその秘せられた都市アティラン、コミック初の黒人ヒーローであるブラックパンサー とそのアフロフューチャリスティックな国家ワカンダ などである。カービーはスパイダーマンの初登場作品でも作画を依頼されたが、提出した冒頭6ページは却下された。リーはこう回想している。「彼の描き方はまったく気に入らなかった！ 下手だったわけじゃない。ただ、私が欲しかったキャラクターじゃなかった。ちょっとヒーローらしすぎた」:12 そこでリーはスティーヴ・ディッコに代役を任せた。このストーリーは『アメイジング・ファンタジー』第15号に掲載されることになり、表紙のペンシルはやはりカービーが担当した。また、リーとカービーは自分たちが作り出したキャラクターを集めてチームタイトル『アベンジャーズ』を立ち上げた。サブマリナー やキャプテン・アメリカのような1940年代のキャラクターも復活させられた。読者欄での呼び名としてリーにより「キング」のニックネームを付けられたのもこのころである。
リーとカービーによる最高傑作として頻繁に名を挙げられるのは『ファンタスティック・フォー』第48-50号（1966年3-5月）で展開された「ギャラクタス三部作」である。地球を食い尽くそうとする宇宙巨神ギャラクタスとその先触れシルバーサーファーの到来を描く物語である。同誌第48号は2001年に読者によってマーベル作品オールタイムベスト100作の第24位に選出された。編集者ロバート・グリーンバーガーは同作に寄せた序文で「『ファンタスティック・フォー』は4年目の終わりに差し掛かっていたが、スタン・リーとジャック・カービーにとってはまだまだ肩慣らしのようだった。振り返ってみると、この時期の本作は「マーベル・エイジ」のどの月刊タイトルよりも創造的だった」と述べている。コミック史の研究者レス・ダニエルズは「このサーガを支配している神秘的・形而上的な要素は1960年代の若い読者の好みにぴったり合っていた」と述べており、リーもすぐに同作が大学生から人気を集めたことを知った。カービーはコミックというメディアの限界を押し広げ続け、表紙や中の絵にフォトコラージュを用いたり、現在「カービー・クラックル」と呼ばれているエネルギー・フィールドの描き方を始めとする新手法を編み出すなど、数々の実験を行った。

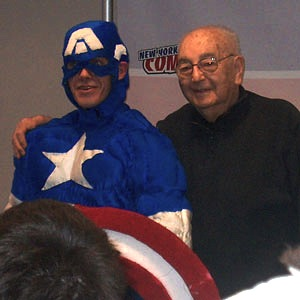
ジョー・サイモンとキャプテン・アメリカに扮したファン（2006年）。

1966年、ジョー・サイモンはキャプテン・アメリカの著作権をマーベルから取り戻そうとして係争を起こした。サイモンは自身がキャプテン・アメリカの唯一の作者だと主張し、自らの名で著作権の延長登録を行おうとした。このときカービーはマーベルから報酬を約束されて、「1941年当時の慣習により著作権は全面的にマーベルに帰属する」と証言した。裁判は和解に終わり、サイモンは著作権の訴えを放棄する代わりに金銭的補償を得た。
しかしこのころ、カービーはマーベルでの仕事に不満を募らせていた。伝記作家マーク・エヴァニエはその理由として、リーがメディアで華々しく扱われていたことへの憤りや、創作内容が自由にならないこと、発行人マーティン・グッドマンの背信、プロットやキャラクター原案にも貢献していたにもかかわらず作画のクレジットしか与えられないことへの憤懣を挙げた。1966年に『ヘラルド・トリビューン』誌に掲載された有名な記事は、スタン・リーを天才的な原作者、マーベル躍進の立役者と持ち上げる一方、リーに言われるままに働く冴えない作画家としてカービーを描いていた。この記事はカービーを個人的に傷つけた。カービーは『アメイジング・アドベンチャーズ』第2期で連載されていた「インヒューマンズ」のような二線級シリーズや、アンソロジー誌『チャンバー・オブ・ダークネス』のホラーシリーズなどで原作と作画を兼任し始め、その通りに作者クレジットを表示させた。しかし、1968年にグッドマンがマーベル社を身売りすると、カービーにとって状況はさらに悪くなった。エヴァニエによると、新しい経営陣はマーベル社の創作の担い手としてスタン・リーを高く評価する一方、カービーを含めて作画家は代替可能だと考えていた。1970年になって、カービーは法的な報復を禁じるなど不利な条項が盛り込まれた契約書を提示された。経営側は契約内容について交渉に応じなかった。フリーとしてマーベルから年間3万5千ドル（2019年現在の価値は24万ドル）の報酬を受け取っていたカービーだったが、この件をきっかけとして1970年にライバル社DCコミックスに移籍し、編集局長カーマイン・インファンティーノの下に付いた。

#### スタン・リーとの共作の実態
ジャック・カービー: スタンは神コンプレックスがあるんだと思う。今やあいつはマーベル・ユニバースの父だ。神コンプレックスなんだよ。
グロス: 60年代にスタンが手当たり次第に自分の名前を載せていたころ、こうなるって予想していた？ …
後年のリーとカービーは「ファンタスティック・フォー」などの創造がどちらの功績か争うようになる。明確な記録が残っていないこともあり、その実像は完全には明らかになっていない。当時、マーベル編集長としての業務に加えて多数の作品に原作を提供していたリーは、「マーベル・メソッド」と呼ばれる制作体制に頼っていた。原作者が最初に詳細なスクリプトを作るのではなく、大まかなプロット案をもとに作画家が原稿を作成し、それに合うようなセリフを原作者が考えるというものである。当時のコミックブックにはスタン・リーが原作のすべてを担っているとクレジットされていたが、マーベル・メソッドにおいてストーリーの細部を決めるのは作画家の側であった。リーは特にカービーについて、物語作りに長けていたためシノプシスを与えられる必要がなかったと発言している。ただし、キャラクターや物語の根幹をなすアイディアは自分によるもので、作画家は二次的な役割を果たしただけだというのがリーの主張であった。実際、マーベルの刊行物でリーの名は必ずクレジットの先頭に置かれ、編集者や原作者の立場を退いてからも「スタン・リー・プレゼンツ」の表示は残り続けた。一方カービーは1989年の有名なインタビュー において、リーの貢献は実際にはわずかなもので、プロット作成においてもキャラクターの構想においても主体となったのは自分のアイディアだと主張し、リーが栄誉を盗んだと強く非難した。カービーの没後にマーベルキャラクター多数の著作権の帰属が法廷で争われた際にも両サイドの主張は平行線をたどった（この係争ではそれぞれの作品がどちらの寄与によるかは判決の主題にはならなかった）。
1960年代以来、リーがマーベルを象徴するクリエイターとしての地位を確立する一方で、カービーの業績に対する一般の認知は近年まで低かった。現在では、カービーが行った原作への貢献がリーやマーベル社によって過小評価されてきたことは研究者やファンの共通理解となっており、その程度がしばしば論争の的となる。C・ハットフィールドは、キャラクターデザインのほか各号のプロットとネーム画はカービーの手によるもので、登場人物の性格付けや喋り方にも影響が明らかだと述べている。シルバーサーファーの創造はカービーの独断による。

### DCコミックスとフォースワールド・サーガ (1971–1975)
カービーはDCへの移籍にあたって条件交渉に2年近くを費やした。1970年の終わりに結ばれた契約では3年間の契約期間に加えて2年間のオプションが定められた。DCでカービーは「フォースワールド」という愛称でまとめられる3誌、『ニューゴッズ』、『ミスター・ミラクル』、『フォーエヴァー・ピープル』を生み出した。また既存のシリーズ『スーパーマンズ・パル、ジミー・オルセン』を選んで引き受けたが、それは同作がレギュラーの制作チームを持っていなかったためであった。カービーはほかの作画家の仕事を奪うことは望んでいなかった。『ジミー・オルセン』誌では、フォースワールド・シリーズの立ち上げに先立って、最大のヴィランであるダークサイドや世界観を構成するコンセプトのいくつかが描かれた。
新しく創刊された3誌では、カービーが以前から『ソー』誌で試みていた神話の要素が正面から扱われた。『ニューゴッズ』が新しい神話体系を確立する一方、『フォーエヴァー・ピープル』ではカービーが身近で観察した若者の生活が神話化された。三冊目の『ミスター・ミラクル』はどちらかというと個人的な神話であった。同作の主人公は脱出奇術の専門家であり、マーク・エヴァニエはそこにカービーが感じていた拘束感が現れていると論じた。ミスター・ミラクルの妻ビッグ・バルダの性格はカービーの妻ロズをモデルとしていた。また同書では、ファンキー・フラッシュマンという名でスタン・リーのカリカチュアも描かれた。レス・ダニエルズは1995年にこう述べている。「カービーはスラングと神話、SFと聖書を混ぜ合わせた。クラクラするような組み合わせだったが、そのビジョンの広がりは現在でも色あせない」 コミック原作者グラント・モリソンは2007年にコメントした。「カービーのドラマは、生々しい象徴と嵐が吹き荒れるユング的な眺望を股にかけて上演される。…フォースワールド・サーガはジャック・カービーが原稿用紙に解き放った限りない想像力のボルテージで火花を散らしている」
作画活動のほかにも、カービーは様々な新しいフォーマットの提案を行った。いったんコミックブックとして刊行されたフォースワールド・シリーズを平綴じの書籍にまとめるプランはその一つだった。このフォーマットは後にトレードペーパーバックと呼ばれてコミック界で標準的に行われるようになる。しかしインファンティーノとDC社は新しいアイディアを歓迎しなかった。カービーの提案で実現したのは、白黒印刷のワンショット（単号作品）誌 Spirit World や In the Days of the Mob の刊行にとどまった（1971年）。
さらに後には『OMAC』、『カマンディ』、『ザ・デーモン』、『コブラ』 のような新シリーズを立ち上げるとともに、戦争コミック『アワー・ファイティング・フォーシズ』の連載「ルーザーズ」のような既存作品に寄稿した。かつてのパートナー、ジョー・サイモンとの最後の共作として、『サンドマン』（第2シリーズ）創刊にもかかわった。将来的に創刊される可能性があるシリーズの第1号を集めたアンソロジー誌、『ファースト・イシュー・スペシャル』では計3号を制作し、アトラス・ザ・ジャイアント、マンハンターの新バージョン、ディンバッツ・オブ・デンジャーストリートらのキャラクターを生み出した。
当時カービーの制作アシスタントを務めていたマーク・エヴァニエは、カービーの奔放な創造性が当時のDCの方針と噛み合っていなかったと述べている。DCは自社のキャラクターを個性的なアーティストが自由に解釈することを好まなかったため、カービーが描いたスーパーマンの体やジミー・オルセンの顔は、アル・プラスティーノや後にはマーフィー・アンダーソンによって描き直された。またDCで描いていたアーティストの中には彼らの地位を脅かすカービーの存在を好まない者もいた。かつてのマーベルとの競争から悪感情を抱いていた者や、カービーとの間に法的な問題を抱えた編集者もいた。カービーはこの時期カリフォルニアで活動していたため、カービーの名声を傷つけたい人間はDCのニューヨークオフィスで彼の作品に手を加えることが可能だった。

### マーベル復帰 (1976–1978)

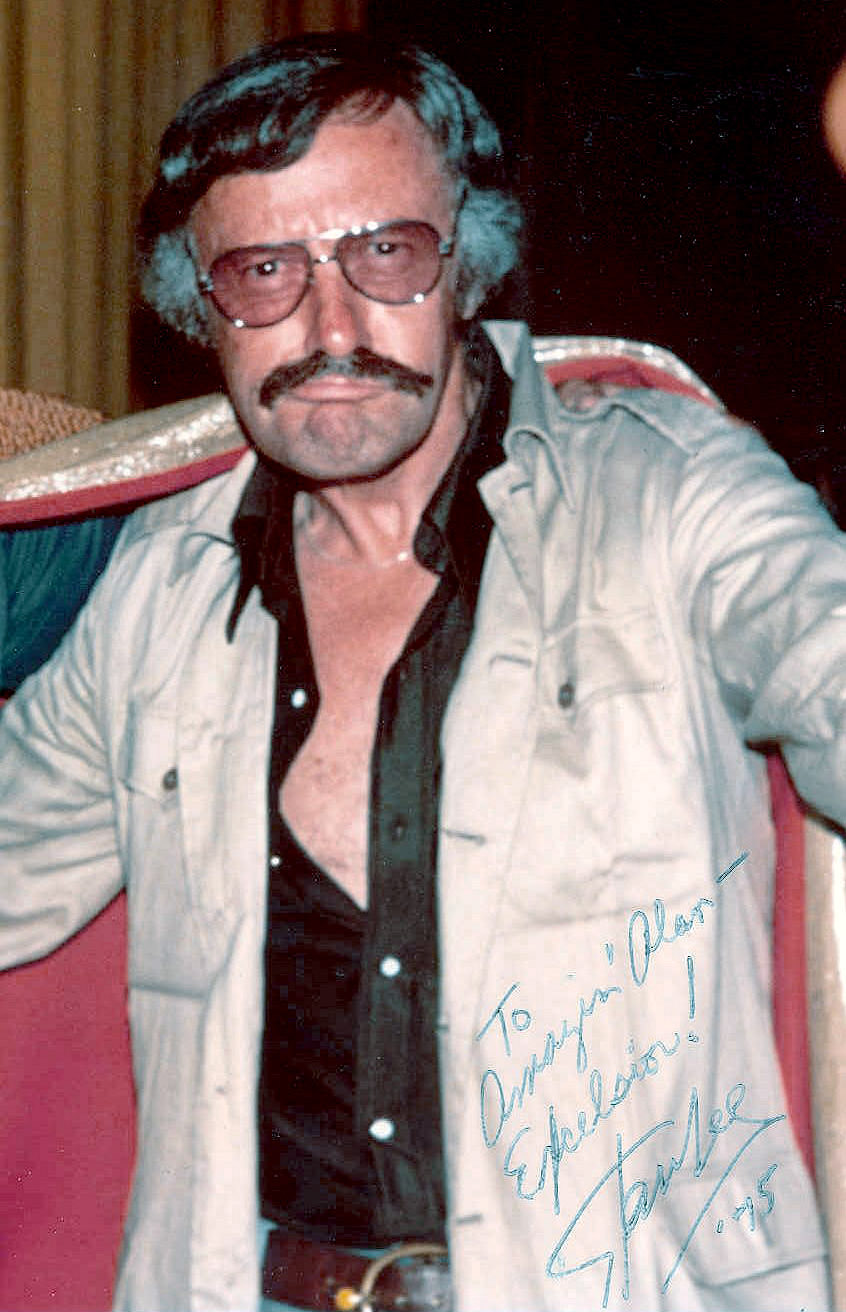
スタン・リー（1975年）。

1975年に開催されたコンベンション、マーベルコン'75におけるパネルの席上で、スタン・リーはカービーが1970年のDC移籍以来初めてマーベルに戻ってくることを発表した。リーは自身の月刊コラム「スタン・リーのソープボックス」で次のように書いた。「特別な報せがある、と私は告げた。ジャックが帰ってくることを話しても聴衆はまるっきり信じていない様子だったが、そのうち全員の頭がしきりに周りを見回し始めると、カービーその人が観客席の通路をひょいひょいと降りてきて演台の私たちに加わった！マーベルの偉大なコミックのほとんどを共作した人物ともう一度バカなことをするのがどんな気持ちだったか、想像できるだろう」
マーベルに戻ったカービーは、『キャプテン・アメリカ』月刊シリーズや、大判の「トレジャリー・フォーマット」で刊行されたワンショット作品『キャプテン・アメリカズ・バイセンテニアル・バトルズ』 で原作と作画を兼任した。新作シリーズ『エターナルズ』 では謎めいた異星の巨人種族セレスチャルズが原始時代の人類に密かに介入していたことが描かれ、後にそれがマーベル・ユニバースの世界設定で核心を成すようになった。また映画『2001年宇宙の旅』のコミック版とスピンオフ展開を手がけた。テレビドラマの古典『プリズナーNo.6』にも取り組んだがこちらは実現しなかった。また『ブラックパンサー』の原作と作画を行い、様々なタイトルで多くの表紙を描いた
この時期マーベルで創造したキャラクターにはほかにマシンマン とデビル・ダイナソーがいる。スタン・リーとの最後の共作コミックとなる The Silver Surfer: The Ultimate Cosmic Experience は1978年にマーベル・ファイアサイド・ブックスシリーズの一冊として世に出た。同書はマーベル初のグラフィックノベルとみなされている。

### 映画とアニメーション (1979–1980)
マーベルでの待遇に不満を持ち続けていたカービーは、ハンナ・バーベラからの雇用オファーを受けてマーベルを去り、アニメーションの世界で活動を始めた。そこでは『ターボ・ティーン』や『サンダー・ザ・バーバリアン』などのテレビアニメシリーズでデザインを行った。アニメシリーズ『ザ・ニュー・ファンタスティック・フォー』では脚本のスタン・リーと再び共作した。1979年から翌年にかけて、新聞配信用のコミックストリップ『ウォルト・ディズニーズ・トレジャリー・オブ・クラシック・テールズ』上でディズニー映画『ブラックホール』のコミック版が展開されたときにはカービーが作画を行った。
1979年、SF小説『光の王』の映画化権を取得したプロデューサーのバリー・ゲラーが書いた脚本概要（トリートメント）のためにコンセプトアートを作成した。ゲラーがカービーに依頼したセットデザインは、サイエンス・フィクション・ランドという名でコロラドに建設予定だったテーマパークの完成予想図として用いられることになった。ゲラーは11月に記者会見を行って建設計画を発表し、カービーのほかフットボールのスター選手ロージー・グリアーや作家レイ・ブラッドベリなども会見の場に同席した。問題の映画の製作は頓挫したが、カービーの絵はCIAの「カナダの策謀」作戦で現実に用いられた。この作戦は、イランアメリカ大使館人質事件において人質となることを免れた大使館員を、映画のロケハンスタッフに変装させて国外に脱出させるものであった。

### 晩年 (1981–1994)
1980年代の初め、ニューススタンドではなくコミック専門店を販路とする新興出版社パシフィック・コミックスとの間でクリエイター・オウンド作品のシリーズを発刊する契約を結んだ。これはコミック界でも最初の試みの一つであり、『キャプテン・ヴィクトリー・アンド・ザ・ギャラクティック・レンジャーズ』および全6号のミニシリーズ『シルバー・スター』として実現した（後者は2007年にハードカバー単行本となった）。この時期までコミック界では職務著作契約が絶対であり、フリーランサーを含めたコミッククリエイターは自作の著作権をまったく持てなかった。パシフィックなどの独立系コミック出版社によるクリエイター・オウナーシップの試みはこの慣習に一石を投じることになった。カービーは独立系出版社の一つエクリプスにおいて「デストロイヤー・ダック」のキャラクターを共作した。これは「ハワード・ザ・ダック」の著作権を巡ってマーベル社と法廷闘争を繰り広げていた原作者スティーヴ・ガーバーを支援するためのチャリティ作品だった。
1983年、リチャード・カイルはカービーに10ページの自伝的作品「ストリート・コード」を描くよう依頼した。同作は後にカイルが復刊した『アーゴシー』第2号（1990年）に掲載され、カービー存命中に刊行された最後の作品の一つとなった。1980年代の間はDCで定期的に執筆を続けた。1984年から翌年にかけてミニシリーズ『スーパー・パワーズ』誌上で一時的に復活した「フォースワールド」サーガはその一つだった。1985年にはシリーズの締めくくりとして企画されたグラフィックノベル The Hunger Dogs が出た。DCの経営者ジェネット・カーンとポール・レヴィッツは「スーパー・パワーズ」のトイ用としてカービーに「フォースワールド」キャラクターの再デザインを行わせた。これはカービーがDCで描いた作品からロイヤルティを得られるように配慮した措置であった。
1985年、カービーはギル・ケインとともにルビー・スピアーズのテレビアニメ作品『センチュリオン』のコンセプトアートとデザインを手がけた。DCから同作のコミックブック版が刊行され、ケナーからトイのシリーズが出た。
晩年のカービーはオリジナル原稿の所有権を巡るマーベル経営陣との闘争に多大な時間を費やした。マーベルで描かれた原稿は同社が所有していたが（その根拠となったのは、著作権の帰属に関する古くて法的に疑わしい主張だった）、販促目的で取引先に配られたり、単純に会社の倉庫から盗まれたりで大半が散逸していた。実作者の権利を大幅に拡大した1976年著作権法が可決されると、コミック出版社はオリジナル原稿を作者に返却し始めた。しかしマーベル社の場合は、同社が著作権を保有することを再確認する権利放棄書にサインしない限り原稿の返却が行われなかった。1985年、マーベルはカービー宛の権利放棄書を発行し、かつて描いたアートが職務著作であったことを認めるよう迫った。カービーがそれに同意すればマーベルは著作権を永続的に保有することができるはずであった。またカービーが将来にわたって一切のロイヤルティを放棄することも要求された。これらと引き換えに提示されたのは原稿88ページの返却にすぎなかった。これはカービーが描いてきた延べ枚数の1%にも満たず、しかもカービーが契約を破った場合に原稿を取り戻す権利までが留保されていた。カービーは公の場でマーベル社を悪党と罵り、自らの創造物をほしいままにしていると非難した。それによりようやくマーベルは（2年間にわたる沈黙を経て）、カービーが同社で描いた総数1万から1万3千枚と見積もられる原稿のうち1900枚 ないし2100枚の返却に応じた。
1993年に設立されたトップス・コミックスは、カービーがキャラクターの著作権を保持する形で「カービーバース」というシリーズを立ち上げた。各タイトルはカービーが自らのファイルに残しておいたキャラクターデザインやコンセプトを基にしていた。その一部は初めパシフィック（この時点で消滅していた）のために構想されたものだったが、トップスはその利用許諾を得て「シークレット・シティ・サーガ」世界を作り出した。
カービーが生前に描いた最後のコミックブック作品は Phantom Force であった。カービーがマイケル・シバドーおよびリチャード・フレンチと共に原作を書いたもので、1978年に8ページまで描いた作品を下敷きにしていた（この作品はお蔵入りとなったブルース・リーのコミックに掲載されるはずだった）。第1号と第2号はイメージ・コミックスから刊行された。カービーがペンシルを描き、イメージ所属の様々なアーティストがインクを引いた。第0号および第3—8号はジェネシス・ウェスト社から刊行された。カービーは第0号と第4号でペンシルを提供した。カービーの死後はシバドーが同シリーズの作画を担当した。

## 私生活

1982年のカービー夫妻（右）と、コミックブックメディアの革新者としてカービーと並び称されるウィル・アイズナー（左）。

カービーと家族は1940年代の初めにブルックリンに移り住んだ。そこでカービーは同じアパートに住んでいたロザリンド・ゴールドシュタイン（ロズ）と出会い、すぐにデートする仲となった。ゴールドシュタインの18歳の誕生日にプロポーズが行われ、二人は婚約した。結婚が成立したのは1942年5月23日だった。子供は4人生まれた。スーザン（1945年12月6日誕生）、ニール（1948年5月）、バーバラ（1952年11月）、リサ（1960年9月） である。
陸軍に徴兵されてヨーロッパ戦域に従軍していた第二次世界大戦中、カービーは妻ロズとV郵便を通じて常に連絡を取り合っていた。ロズはブルックリン7丁目ブライトン2820番地 で母親と同居し、下着屋で働きながら毎日手紙を書いた。1944年の冬にカービーはひどい凍傷を起こし、治療のためロンドンの病院に搬送された。既に黒く変色していた両脚の切断も検討されたが、最終的に治癒して再び歩けるようになった。1945年1月に帰国した後はノースカロライナのキャンプ・バトナーに配属され、兵役の最後の6か月間を車両部隊の一員として過ごした。1945年7月20日に上等兵として名誉除隊を受けた。従軍中に戦闘歩兵章、ヨーロッパ・アフリカ・中東戦役従軍章、ブロンズスターメダルを授与された。
1949年、ロングアイランドに位置するニューヨーク州ミネオラに住居を買った。一家は以後20年にわたってそこに住むことになる。カービーは地下に設けた差し渡し3メートルの狭いスタジオで仕事をした。家族はその部屋をふざけて「The Dungeon（地下牢）」と呼んだ。1969年初頭に家族を連れて南カリフォルニアに移った。娘リサの健康のため乾燥した気候を求めたのと、ハリウッドのスタジオの近くに住めば仕事が降ってくるかもしれないと考えたためであった。

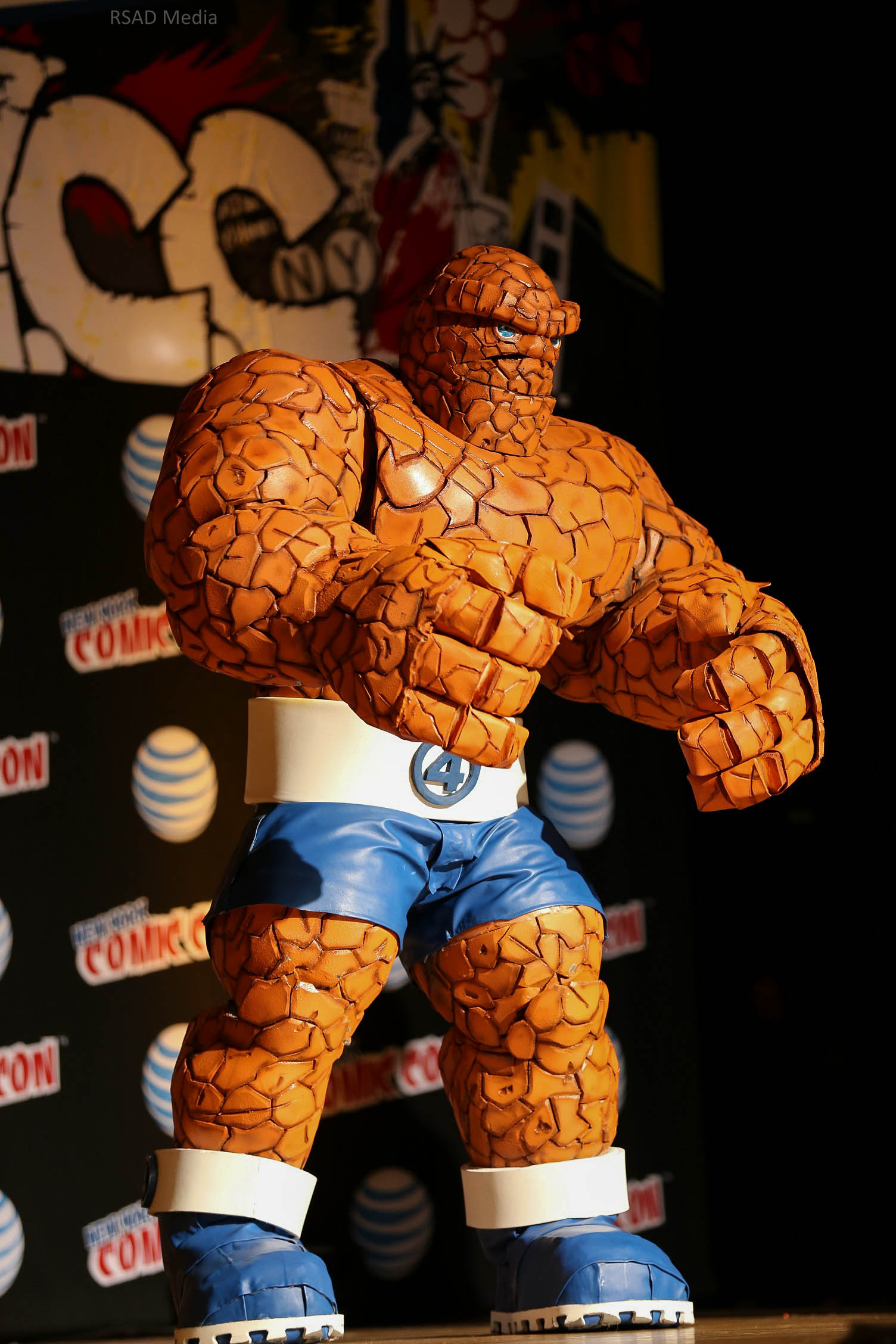
ファンタスティック・フォーの一員、ザ・シング（写真）の言動はカービー本人を思わせる。

子供時代を過ごした20世紀初頭のロウアー・イースト・サイドは貧しい移民が集まる荒っぽい環境だった。ストリートごとに結束した子供のギャング集団が抗争していたことは短編の回想録 Street Code にも描かれている。カービーは短躯ながら喧嘩慣れした少年に育ったが、同時に絵が好きな夢想家でもあった。自ら創作したタフな軍人ニック・フューリーを「他人に見て欲しい自分の姿」と呼ぶ一方、ファンタスティック・フォーのシングを「たぶん実際に見た私はこちらに近い」と言っていた。シングの喋り方や性急で活動的な性格は自分そのものだという。ウィル・アイズナーはコミック黎明期を描いた自伝的作品 The Dreamer で、自らのスタジオに在籍していた若きカービーを登場させている。作中、マフィアと関係があるらしいレンタルタオル業者がアイズナーを脅していると、割って入ったカービーが恐ろしい剣幕で怒鳴りつけて追い返す。これにはモデルになった実際の事件がある。
あるインタビューにおいて、カービーの孫娘ジリアンは彼が「リベラルな民主党員」だったと述べた。
1994年2月6日、76歳で心不全によりカリフォルニア州サウザンドオークスの自宅で死去した。遺体はカリフォルニア州ウェストレイクヴィレッジにあるヴァレー・オークス・メモリアル・パークに埋葬された。

## 作風と業績
ダイナミックな作風で知られており、ブレント・ステープルズは『ニューヨーク・タイムズ』で以下のように書いている。
カービーは、ストーリーテリングの新しい文法と、動きを表現する映画的なスタイルを創造した。初めぎこちなく見えたキャラクターは、コマからコマへと、時にはページからページへと流れるように移り、本を飛び出して読者の膝の上に転げ落ちてくるかのように思わせる。繰り出されるパンチが持つ力は爆発的な勢いで目に飛び込んでくる。立ち止まっているときでさえ、カービーのキャラクターは張り詰めた力とエネルギーで脈打っている。映画に出てくる同じキャラクターが止まって見えてしまうほどだ。
ジャック・カービーは「スタイルのスーパーヒーロー」と呼ばれてきた。カービーの絵はジョン・カーリンによって『マスターズ・オブ・アメリカンコミックス』で「意図的な原始性と誇張性」と呼ばれ。ほかにもキュビスム、フューチャリズム、プリミティヴィズム、アウトサイダー・アートに例えられてきた。多くのキャラクターを創造し、多くのジャンルで作品を残するなど、コミックブックという表現形式に多大な貢献を残したことで、コミックブックアーティストの最高峰とも呼ばれている。チャールズ・ハットフィールドとベン・ソーンダーズは、現代でもカービーの絵が多くの場所で使われており、キャラクターデザインに基づくトイも多く、原作映画も成功を収めていることから、彼を「アメリカのイマジネーションを形作った建築師長の一人」と言い切った。カービーは多作なアーティストとしても知られており、生涯で出版された原稿は少なくとも20318ページ、表紙画は1385枚あると見られている。1962年の1年間だけでも1158ページが描かれた。カービーは二度にわたってコミックを規定したとされる。1940年代の初めにジョー・サイモンとともに描いたキャプテン・アメリカ作品が一つ目、1960年代にマーベルでスタン・リーとともに描いた、あるいはDCで一人になってから描いたスーパーヒーロー作品が二つ目である。またカービーは、自伝的作品「ストリート・コード」から文明滅亡後の世界を舞台としたSFファンタジー『カマンディ』まで、コミックのほぼあらゆるジャンルで作品を残した。

### コミックのナラティブ面へのアプローチ
カービーは同時代人の多くと同じく、冒険物のコミックストリップにおけるナラティブ・アートの定型表現を確立したミルトン・カニフ、ハル・フォスター、アレックス・レイモンドらの作家に多くを負っている。またバーン・ホガースからの影響も指摘されており、カービーの人物描写はホガースのダイナミックな人物画によって形成された可能性がある。「カービーの荒々しいコマ割りやグロテスクに曲がる人体は、ホガースが描くダイナミックによじれた形態の直系だと見られる（ハットフィールド）」
カービーのスタイルはその修行期間中に活躍していたあらゆるアーティストから影響を受けているが、そのうちのカニフ、フォスター、レイモンドはいずれも、背景を写実的に描くイラストレーション的なアプローチをコミックストリップに持ち込んだ。カービーが彼らの影響を脱し、自身がコミックブック・アートの形成に強い影響を与えるに至ったのは、イラストレーション的なアプローチを離れてよりダイナミックなアプローチを提示した点にある。絵にエネルギーと動きを込めるカービーのスタイルは、文章との相乗効果を作り出してナラティブに貢献する。対照的に、イラストレーション的なアプローチを継承したギル・ケインなどでは、作品がやがて膠着に陥ることになる。そのアートは物語を説明するが、動きが欠如しているため、読者は文章を熟読するのと同じように絵を凝視させられる。ブライアン・ヒッチやアレックス・ロスのような後代のアーティストはカービーとケインのアプローチを組み合わせ、高度にリアリスティックな背景とダイナミックなキャラクターを対比させたワイドスクリーン的アプローチと呼ばれるスタイルを打ち立てた。カービーのダイナミズムとエネルギーは読者にストーリーを読み進めさせる。一方でディテールを重視するイラストレーション的なアプローチでは読者の目は一所に留まって動かない。シーンの描写を「動きを感じさせる」ところに落とし込むカービーの作風は映画的と呼ばれるようになった。
カービーはまた、コミックブックという形式が新聞に掲載されるコミックストリップと同じ制約には縛られていないことを理解していた。コミックブックの発展初期における作家の多くがコミックストリップ・フォーマットのコマ割りをそのまま取り入れた一方で、カービーはページ全体にわたる空間を即座に利用した。ロン・グーラートは「カービーはページをコマに分割する新しい方法をいくつも編み出し、2ページにまたがるスプラッシュパネル（大ゴマ）を取り入れた」という。またフライシャー・スタジオでアニメーションの動画を描いた経験もあってか、連続したコマを使って一つながりの動きを描写する手法を導入した。カービー自身は格闘シーンをバレエのように「振り付けて描いた」と語っている。
カービーは自身のダイナミックなスタイルについて、映画への対抗心と、新しいものを創造する強い衝動によるものだと述べている。「気が付くと映画のカメラと張り合っていた。カメラに負けるわけにはいかなかった。ジョン・ヘンリーの心境だ。… コマに貼りついていたキャラクターを引っぺがして、ページ全体を飛び回らせた。読者が読みやすいように、動きが一貫してつながるよう心掛けた。… キャラクターのポーズは極端なものになった。そうするうちに誰が見ても分かるような極端なスタイルが生まれたんだ」

### スタイル
1940年代初頭のカービーはコマの境界を無視することがたびたびあった。1つのコマに描かれたキャラクターの肩や腕だけが枠線をはみ出し、間白（コマ間の空間）や、時には隣接するコマの上に描かれた。殴られたキャラクターがコマの外まで吹っ飛んでいき、足だけが元のコマに残されて胴体は次のコマに描かれることもあった。コマ自体も重なり合って描かれた。カービーはコミックブックのページにコマを配置する方法を次々編み出した。人体は画面から読者に向けて飛び出してくるように描かれながらも柔軟かつ優美であった。40年代の終わりから50年代にかけてのカービーは、ジョー・サイモンとともにスーパーヒーロー・コミックを離れて様々なジャンルに挑戦した。彼らが創設したロマンス・コミックのほか戦争、西部劇、犯罪のような性質の異なるジャンルで活動するうちに、多彩なコマ割りやレイアウトは用いられなくなった。その代りに、キャラクターのポーズや演技付けにエネルギーを込めることで、コマの枠を逸脱することなくドラマを展開させられるようになった。
マーベル・コミックスでスタン・リーとコンビを組むと、カービーの画風は再び発展した。キャラクターや描写は抽象的になり、解剖学上の正確さは失われていった。コマの奥行きの３つの面(前景・中景・後景)を横断するように人物を配置して三次元を暗示させるようになった。。背景の中で視線を引き付けたくない部分はディテールが減らされた。キャラクターの動きは対角線に沿って躍動的に描かれた。またキャラクターが画面の奥深くから画面外の読者に向けて動いてくるような効果を出すため短縮法が用いられた。カービーは60年代にコラージュの天分を開花させ、『ファンタスティック・フォー』にまず取り入れた。彼がマーベル世界に導入した異空間「ネガティブ・ゾーン」は必ずコラージュで描かれる場所になるはずだった。しかし、印刷されたコミックでは再現性が悪く、また原稿料の安さに作成の手間が見合わなかったこともあって、コラージュの技法は放棄されてしまった。後にカービーはDCコミックスの「フォースワールド」関連作品でコラージュの使用を再開することになる。特に多用されたのは『スーパーマンズ・パル、ジミー・オルセン』である。
1960年代末のスタン・リーはカービーのスタイルを非常に高く評価し、マーベル社全体のスタイルとして採用した。作画家はカービーの絵に似せるよう指導された。より忠実にカービースタイルに従わせるため、カービーが作成したブレークダウン（ネーム）に基づいて描くよう指示されることもあった。時がたつにつれカービースタイルは非常に広く定着し、その模倣やオマージュ、あるいはパスティーシュが「Kirbyesque（カービーエスク、カービー風）」と呼ばれるようになった。
「カービー・クラックル」（クラックルは弾ける音を意味する）あるいは「カービー・ドッツ」 と呼ばれる技法は、密集した黒丸のパターンによって空間に満ちたエネルギーを表現するもので、爆発や炎、コズミック（宇宙的）な空間、荒れ狂う濁水など様々な現象を表現するのに多用された。
カービーが描く未来的な技術は、アフロフューチャリスティックな国家ワカンダから、ニューゴッズが持つマザーボックス、セレスチャルズの外見やその宇宙船に至るまで、集合的に「カービー・テック」と呼ばれる。コミック作画家ジョン・ポール・レオンは「見るからにハイテクだった。異星の技術でありながら機械仕掛けだったが、非常に有機的に描かれていたため疑いを抱かせなかった。一言でそれは彼の世界の延長だった。ほかに誰があんなものを描けるか分からない」と述べている。チャールズ・ハットフィールドは、カービーが描く技術をレオ・マルクスのいうテクノロジー的崇高の概念と結び付け、特にエドマンド・バークが定義した崇高が適用された。バークの定義を用いると、テクノロジーに対するカービーの見解と描写は、恐怖すべきものとしてのテクノロジーに対するそれである。

### 作業スタイル
同時代の作家の多くとは異なり、カービーは予備的なスケッチやラフ画、ネーム画を描かず、白紙の原稿用紙にいきなり上から下まで、ストーリーの最初から最後まで描いていった。カーマイン・インファンティーノ、ギル・ケイン、ジム・ステランコなど多くのアーティストがその特異性に言及している。カービーは消しゴムを使うことがほとんどなく、絵は（したがってストーリーは）ほとんど完成した状態で流れ出した。カービーのペンシル（下絵）は細部まで描かれていることで名高く、インク（ペン入れ）が困難なほどだった。ウィル・アイズナーはごく初期でさえカービーのペンシルが「タイトだった」と記憶している。 アイズナーの下で働いていた駆け出し時代のカービーはペンでインクを描いていた。ルー・ファインやアイズナーは日本の絵筆を好んでいたが、カービーはその技術に自信を持っていなかった。ジョー・サイモンとコンビを組むころには自己流で筆の使いかたを習得しており、すでにインクが入れられた作品でも必要があれば自身で上塗りすることがあった。
おびただしい数の作品を描いていたカービーは自身の絵にインクを入れることはまれで、ペンシル原稿をインカーに回していた。そのため印刷された絵は誰がインクを入れたかによって変わって見えた。カービー自身も異なるジャンルにはそれぞれ適したインカーがいると述べていた。ハリー・メンドリクは、仕事が払底していた1950年代の一時期にカービーが自身でインクを入れていたと主張している。60年代末にはカービーはペンシルの方を好み、「インクは本質的に別の種類の絵」と感じていた。スタン・リーは、カービーがインカーの人選にあまり興味を持っていなかったと記憶している。「カービーより私の方が、誰がカービーのインクを引くかを気にしていた。おそらくカービーは、自分のスタイルが強すぎて誰がインクを引いても大差ないと思っていたんじゃないか」 60年代にマーベルでカービーのインカーを務めたチック・ストーンはこう回想する。「ジャックにとってベストのインカーはマイク・ロイヤーとスティーヴ・ルードの二人だ。どちらもジャックが描いたペンシルの完成度をまったく損なわなかった」
カービーのスタイルは原稿用紙（ブリストル紙）のサイズに影響を受けていた。コミック界で一般に使われる原稿用紙のサイズは60年代の後半に小さくなった。1967年までは14×21インチの紙に描いた絵を7×10インチで印刷していたが、それ以降は紙のサイズが10×15インチに縮められた。ギル・ケインはその影響を以下のように書いている。「人物の周囲のスペースはどんどん小さくなっていった。… 人物の方はどんどん大きくなり、1つのコマには収まらなくなった。時にはページをはみ出した」。クレイグ・フィッシャーはカービーが新しいサイズの原稿用紙を初め「嫌っていた」と主張している。フィッシャーによると、カービーは縮小された紙での描き方を確立するのにおよそ18か月を要した。最初は『ファンタスティック・フォー』第68号に見られるようにディテールを減らしたクローズアップに頼っていたが、次第に新しいサイズに順応し、画面に活気を与えるため短縮法によって奥行きを活用するようになった。DCに移籍するころには、2ページにわたるスプレッド（見開きコマ）が盛んに取り入れられた。スプレッドは物語のムードを決定づける役を果たし、カービーの後期作品を規定する要素ともなった。

### 展示と原画の所在
2005年11月から翌年3月にかけて開催されたハマー美術館とシカゴ現代美術館の合同展示「マスターズ・オブ・アメリカン・コミックス」ではカービーのアートが用いられた。2015年、チャールズ・ハットフィールドのキュレーションにより、カリフォルニア州立大学ノースリッジ校のアートギャラリーにおいて1965年以降のカービーの作品を扱った展示「コミックブック・アポカリプス」が開催された。2018年にはトム・クラフトの企画による「ジャック・カービー・オデッセイ」が開催され、コミック版『2001年宇宙の旅』シリーズのために描かれた未刊行のペンシル画や、刊行された作品の複製が展示された。 カートゥーン・アート・トラストはカービーの死去直後にロンドンで遺作の展示「ジャック・カービー: キング・オブ・コミックス」を開催した。2010年にはスイスのルツェルンで開催されたフーメット国際漫画祭の一環として、ダン・ナデルとポール・グラヴェットのキュレーションにより1942年から1985年までの画業を扱った回顧展「ジャック・カービー: ザ・ハウス・ザット・ジャック・ビルト」が行われた。ニューヨーク市のユダヤ博物館で2006年9月から翌年1月にかけて開催された「マスターズ・オブ・アメリカン・コミックス」展示では、ウィル・アイズナー、ロバート・クラム、ハーヴェイ・カーツマン、ゲイリー・パンター、クリス・ウェアらと並んでカービーが扱われた。
カービーの原画はたびたびオークションに出品されている。2014年2月のヘリテージ・オークションではフランク・ジャコイアがインクを入れた『テールズ・オブ・サスペンス』第84号の表紙絵が出品され、16万7300ドルで落札された。原画の大部分は所在が不明である。第二次大戦前後に描かれた作品は紙不足のため再利用されるかパルプ化された。DCコミックスは1950年代には原画を破棄する方針を取っていた。マーベル・コミックスも同様だったが、1960年からは原画の保管を始め、後に原画を作者に返却する方針に転じた。 カービーがマーベルで描いた原稿は約1万枚と見られるが、そのうちおよそ2100枚が返却されたと伝えられている。残りの原稿は所在が知られていないが、一部は出処不明ながら市場に出回っている。

### 受賞と表彰
カービーはキャリアを通じて数々の表彰を受けてきた。1960年代に存在したアリー賞では1967年に最優秀ペンシル・アーティスト賞を受賞した。翌年はジム・ステランコに続く次点だった。ほかに受賞したアリー賞には以下がある。
- 1963: 人気短編賞、"The Human Torch Meets Captain America"（スタン・リーとジャック・カービー、『ストレンジ・テールズ』第114号）[253]
- 1964:[254]
  - 最優秀長編賞、"Captain America Joins the Avengers"（スタン・リーとジャック・カービー、『アベンジャーズ』第4号
  - 最優秀新作賞、"Captain America"（スタン・リーとジャック・カービー、『テールズ・オブ・サスペンス』
- 1965: 最優秀短編賞、"The Origin of the Red Skull"（スタン・リーとジャック・カービー、『テールズ・オブ・サスペンス』第66号[255]
- 1966: 最優秀プロ作品賞短編定期連載部門、"Tales of Asgard"（スタン・リーとジャック・カービー、『ソー』掲載）[256]
- 1967: 最優秀プロ作品賞短編定期連載部門（タイ）、"Tales of Asgard" および "Tales of the Inhumans"（いずれもスタン・リーとジャック・カービー、『ソー』連載）[252]
- 1968:[257]
  - 最優秀プロ作品賞定期短編連載部門、"Tales of the Inhumans"（スタン・リーとジャック・カービー、『ソー』掲載）
  - 最優秀プロ作品賞名誉の殿堂（タイ）、『ファンタスティック・フォー』（スタン・リーとジャック・カービー）[257]

1971年、「フォースワールド」シリーズによりシャザム賞「個人による特別な業績」部門を受賞した。1974年にはインクポット賞を一部門で受賞し、1975年にはシャザム賞名誉の殿堂に迎えられた。1987年、新設されたウィル・アイズナー賞名誉の殿堂に入れられた。1993年、アイズナー賞の席上でボブ・クランペット人道賞を授与された。
没後の1998年、ボブ・カーンの編集による「ニューゴッズ」シリーズの作品集『ジャック・カービーズ・ニューゴッズ』がハーヴェイ賞最優秀国内再版プロジェクト賞 およびアイズナー賞最優秀アーカイブ作品・プロジェクト集を合わせて受賞した。 2017年7月14日、ディズニーのマーベル・シネマティック・ユニバースを構成するキャラクターの多くを共同創作したことを称えてディズニー・レジェンドに名が加えられた。
1980年代に短期間存在したカービー賞はジャック・カービーの名誉を称えて名付けられた賞である。
2001年9月22日に発見された小惑星カービー (51985) はジャック・カービーにちなんで名づけられた。

## 遺産

### 没後の刊行物

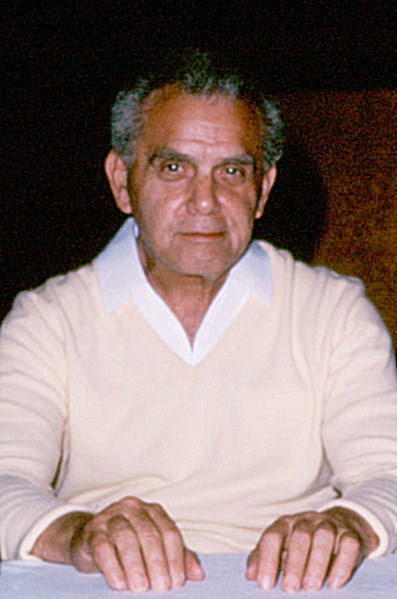
1980年代のカービー。

2006年初頭、ジャック・カービーの娘リサはマーベル社のアイコン・インプリントから『ジャック・カービーズ・ギャラクティック・バウンティ・ハンターズ』全6号を刊行すると告知した。登場人物と設定は父ジャックが『キャプテン・ヴィクトリー』のために創造したものだった。原作はリサのほかステイーヴ・ロバートソン、マイク・シバドー、リチャード・フレンチが担当し、カービーとシバドーが描いたペンシル画にスコット・ハンナとカール・ケセルが主にインクを入れた。シリーズはまず5号が刊行され（2006年9月-2007年1月）、間をおいて最終号が出た（2007年9月）。
マーベルは2008年4月に「失われた」カービー/リー作品『ファンタスティック・フォー: ザ・ロスト・アドベンチャー』を刊行した。収録された未発表原稿は元々『ファンタスティック・フォー』 第108号（1971年3月）で部分的に使われたストーリーのために描かれたものだった。
2011年、ダイナマイト・エンターテインメントから全8号のミニシリーズ『カービー: ジェネシス』が刊行された。原作はカート・ビュシーク、作画はジャック・ハーバートとアレックス・ロスによる。かつてパシフィックとトップスの刊行物で使われていたカービー所有のキャラクターが登場する作品である。2017年、DCコミックスは生誕100年記念としてカービーが創造したキャラクターが登場する単号作品のシリーズを刊行すると発表した。ニュースボーイ・リージョン、ボーイ・コマンドーズ、マンハンター、サンドマン、ニューゴッズ、ダークサイドらが描かれたほか、最終号ではブラックレーサーとシャイロー・ニューマン（ミスター・ミラクル）が扱われた。

### 著作権訴訟
2009年9月16日、カービーの4人の遺児はシルバー・エイジ（1950-60年代）に創造された多数のマーベルキャラクターの管理権を取り戻すため、ウォルト・ディズニー・スタジオ、20世紀フォックス、ユニバーサル・ピクチャーズ、パラマウント・ピクチャーズ、ソニー・ピクチャーズに宛てて権利付与終了の通知を送達した。マーベルは彼らの主張を無効化するため法的手段に訴えた。カービーの遺族は「著作権付与の終了と利益配分」を求めてマーベルを訴えた。争点となったのは、カービーがマーベルに雇用されて職務著作として作品を制作したのか（その場合、カービーや遺族は何の権利も持たない）、あるいは単に著作物の権利をマーベルに譲渡したのか（その場合、遺族には権利付与を終了する権利がある）ということであった。2011年7月、ニューヨーク州南部地区地方裁判所は、問題の作品が当時の著作権法の下で職務著作として制作されたものであり、マーベルがすべての著作権を保有するという略式判決を下した。2013年8月、第2巡回区控訴裁判所もこの判決を支持した。遺族側は2014年3月21日に最高裁での再審を請求した。この件はフリーランサーの権利の観点から注目を浴びており、もし最高裁での審理が実現すれば映画界や出版界に大きな波及効果を生むはずであった。しかし2014年9月26日に示談が成立し、申立は撤回された。和解額は公表されていないが、共作者としてのカービーの位置づけはその後も保障されることになった。遺族の弁護士マーク・トベロフは、クリエイターが過去の著作権法の下で作成した著作物の権利を奪回する試みは今後も起こりうると示唆している。

## 後世への影響
多くのコミックブックやアニメーションのクリエイターがカービーへのオマージュを描いている。例としては、ミラージュ・コミックスの「ティーンエイジ・ミュータント・ニンジャ・タートルズ」シリーズのエピソード「カービー・アンド・ワープ・クリスタル」（『ドナテロ』第1号、1986年）がある（アニメ版「ドナテロと不思議な絵描き」）。1990年代のテレビアニメ『スーパーマン』に登場する刑事ダン・ターピンはカービーをモデルとしており、エピソード「地球滅亡の危機 パート2 」はカービーの記憶に捧げられている。『ファンタスティック・フォー』第551号（2004年5月、マーク・ウェイド作、マイク・ウィアリンゴ画）では、死んだメンバーの魂を取り戻すためチームが天国に向かう。そこで出会った神は彼らの目にジャック・カービーの姿として映る。ジャズ・パーカッショニストのグレッグ・ベンディアンは2002年に全7曲のCD『レクイエム・フォー・ジャック・カービー』を出した。カービーの絵とストーリーテリングにインスパイアされたインストゥルメンタル曲が収録されており、曲タイトルには「カービーズ・フォースワールド」、「ニューゴッズ」などがあった。
スペインで製作された Luis Yagüe による2009年の短編映画 The King & the Worst ではカービー自身がキャラクターとして登場した。カービーの第2次大戦への従軍にインスパイアされた作品である。実話の「カナダの策謀」を題材にした映画『アルゴ』では、マイケル・パークスが短い登場ながらカービーを演じる。クリスタル・スキルマンとコミック原作者フレッド・ヴァン・レンテはカービーの人生を元にした劇『キング・カービー』を書いた。同作はブルックリンのブリック・シアターで例年開催されるコミックブック・シアター・フェスティヴァルの中で上演され、『ニューヨーク・タイムズ』で批評家のセレクションに取り上げられた。製作費はKickstarterのキャンペーンで大々的に集められた。

### 逸話
- グレン・デイヴィッド・ゴールドは「マスターズ・オブ・アメリカン・コミックス」（2005年）でこう書いた。「カービーは我々すべてを天上の王国に引き上げてくれる。そこで我々、すべての夢見る者は、翼をはためかせる不死者や万能者、神々や怪物に交じって飛ぶことで、創造の悪魔を迎え入れ、我々自身の神話になることができるのだ」[299]
- コミックの黎明期に活動した架空の作家を描く小説『カヴァリエ&クレイの驚くべき冒険（英語版）』（2000年）でピューリッツァー賞を受賞したマイケル・シェイボンは、同書の後書きで書いた。「この本について、そして過去に書いてきたあらゆるものについて、キング・オブ・コミックスこと故ジャック・カービーの作品に多大な恩義を負っていることに感謝したい」[300]
- 映画監督ジェームズ・キャメロンは『エイリアン2』（1986年）の美術面にカービーからのインスパイアがあったと語っている。「意図的なものではなかった。お気に入りのコミックを全部熟読して映画のために研究したとかいうことじゃない。しかしカービー作品は間違いなく私の意識下のプログラムに組み込まれている。そういうことだ。カービーという人は幻視者だった。間違いない。それに彼はありえないような機械を描くことができた。A・E・ヴァン・ヴォークトやなんかのSF作家と一緒で、我々が今見ているものをはるかに超えたところにある世界を … 作り出すことができた」[301]
- 米国郵政公社が2007年7月27日に発行した記念切手セット「マーベル・スーパーヒーローズ」では、個別のキャラクターや歴史的な号の表紙など、20枚中8枚にカービーの絵が用いられた[302]。
- ジョージ・ルーカス監督が公式に認めたことはないが[303]、映画『スター・ウォーズ』シリーズにカービー作品が影響を与えた可能性はたびたび指摘される。善悪に分かれた父子のテーマや、宇宙に偏在する超常的な力（ザ・ソース／ザ・フォース）というアイディアはカービーの「フォースワールド」が先に使っている。ダース・ベイダーのキャラクターはカービーのドクター・ドゥームやダークサイドと類似している[303][304][305]。
- 2018年6月時点で、カービーが共同制作したキャラクターに基づくハリウッド映画が出した利益は累計で約74億ドルに上っていた[306]。

## 作品リスト
二大コミック出版社、DCとマーベルで描かれたコミック作品（表紙を除くペンシル画）の簡易的なリストを以下に挙げる。DC社のリストは1970年から1976年の間に8号以上発行された作品をすべて載せている。マーベル社のリストは1959年から1978年の期間である。詳しくはen:Jack Kirby bibliographyを参照のこと。

### DCコミックス
- Demon #1–16 (1972–74)
- Forever People #1–11 (1971–72)
- Kamandi: The Last Boy on Earth #1–40 (1972–76)
- Mister Miracle #1–18 (1971–74)
- New Gods #1–11 (1971–72)
- O.M.A.C. #1–8 (1974–75)
- Our Fighting Forces (The Losers) #151–162 (1974–75)
- Superman's Pal Jimmy Olsen #133–139, 141–148 (1970–72)

### マーベル・コミックス
- Avengers #1–8（ペンシル作業すべて）, #14–17（コマ割りのみ。ペンシルはドン・ヘック）(1963–65)
- Black Panther #1–12 (1977–78)
- Captain America #100–109, 112 (1968–69); #193–214, Annual #3–4 (1976–77)
- Devil Dinosaur #1–9 (1978)
- Eternals #1–19, Annual #1 (1976–78)
- Fantastic Four #1–102, 108, Annual #1–6 (1961–71)
- Journey into Mystery #51–52, 54–82 (1959–62); (Thor): #83–89, 93, 97–125, Annual #1 (1962–66)
- Machine Man #1–9 (1978)
- Strange Tales #67–70, 72–100 (1959–62); (Human Torch): #101–105, 108–109, 114, 120, Annual #2 (1962–64); (Nick Fury): #135, 141-142 （ペンシル作業すべて）, 136-140, 143-153（コマ割りのみ。ペンシルはジョン・セヴェリン、ジム・ステランコほか）(1965–67)
- Tales of Suspense #2–4, 7–35 (1959–62); (Iron Man): #41, 43 (1963); (Captain America): #59–68, 78–86, 92–99（ペンシル作業すべて）, #69–75, 77（コマ割りのみ）(1964–1968)
- Tales to Astonish #1, 5–34; (Ant-Man): #35–40, 44, 49–51 (1962–64); (The Incredible Hulk): #68–72（ペンシル作業すべて）, #73–84（コマ割りのみ、ペンシルはビル・エヴェレットほか）(1965–66)
- Thor #126–177, 179, Annual #2 (1966–70)
- 2001: A Space Odyssey #1–10 (1976–77)
- X-Men #1–11（ペンシル作業すべて）, #12–17（コマ割りのみ、ペンシルはアレックス・トスとワーナー・ロス）(1963–65)

### 日本語版
カービーがペンシルを担当した作品が収録されている書籍のリスト（一部）を挙げる。
- 『マイティ・ソー：アスガルドの伝説』スタン・リー（作）、ジャック・カービー（画）、小学館集英社プロダクション（2011年）、ISBN 978-4796870955。ソー初登場号など。
- 『アベンジャーズ：ハルク・ウェーブ!』カート・ビュシーク、スタン・リー（作）、アラン・デイビス、ジャック・カービー（画）、ヴィレッジブックス（2012年）、ISBN 978-4864910002。『アベンジャーズ（英語版）』第1号（1963年）、第4号（1964年）を収録。
- 『ブラックパンサー：暁の黒豹』レジナルド・ハドリン、スタン・リー（作）、ジョン・ロミータJr、ジャック・カービー（画）、小学館集英社プロダクション（2016年）、ISBN 978-4796875905。ブラックパンサーの初出である『ファンタスティック・フォー』第52-53号（1966年）を収録。
- 『ソー Vol.3 ―別離―』Ｊ・マイケル・ストラジンスキー、マット・フラクション、スタン・リー（作）、マルコ・ジャージビック、ダグ・ブレイスウェイト、ジャック・カービー（画）、ヴィレッジブックス（2016年）。『ソー』第142号（1967年）を収録。
- 『ファンタスティック・フォー：カミング・オブ・ギャラクタス』スタン・リー（作）、ジャック・カービー（画）、ヴィレッジブックス（2018年）、ISBN 978-4-86491-367-6。『ファンタスティック・フォー』第41-50号（1965-1966年）、同アニュアル第3号（1965年）を収録。「ギャラクタス三部作」など。
- 『ニック・フューリー、エージェント・オブ・シールド』ジム・ステランコ、スタン・リー（作）、ジム・ステランコ、ジャック・カービー（画）、ヴィレッジブックス（2018年）、ISBN 978-4-86491-369-0。『ストレンジ・テールズ』第151-153号（1966-1967年）に連載されたニック・フューリーのストーリーを収録。

### フィルモグラフィ
- 1975年のテレビドラマ『刑事スタスキー&ハッチ』のエピソード "Bounty Hunter" ではカービーが警官役でゲスト出演した。
- 1978年のテレビドラマ『超人ハルク』のエピソード "No Escape" では口述に従って似顔絵を描く警察の漫画家としてゲスト出演した。
- 1992年のテレビドラマ『ボブ（英語版）』のエピソード "You Can't Win" に本人役で登場した。

### 書籍
- Simon, Joe; with Simon, Jim (1990). The Comic Book Makers. Crestwood/II Publications. ISBN 978-1-887591-35-5 Reissued (Vanguard Productions, 2003) ISBN 978-1-887591-35-5. Page numbers refer to 1990 edition.
- Wyman, Ray (1993). The Art of Jack Kirby. Blue Rose Press, Inc.. ISBN 0-9634467-1-1
- Eisner, Will (2001). Will Eisner's Shop Talk (1st ed.). Milwaukie, Or.: Dark Horse Comics. ISBN 9781569715369
- George, Milo, ed. (2002). The Comics Journal Library, Volume One: Jack Kirby. Seattle, Washington: Fantagraphics Books. ISBN 978-1-56097-466-6.
- Morrow, John, ed. (2004). Collected Jack Kirby Collector. Vol. 1. TwoMorrows Publishing. ISBN 1893905004.
- Morrow, John, ed. (2004). The Collected Jack Kirby Collector. Vol. 3. TwoMorrows Publishing. ISBN 1893905020.
- Ro, Ronin (2004). Tales to Astonish: Jack Kirby, Stan Lee and the American Comic Book Revolution. Bloomsbury USA. ISBN 978-1-58234-345-7
- Jones, Gerard (2004). Men of Tomorrow: Geeks, Gangsters, and the Birth of the Comic Book. Basic Books. ISBN 978-0-465-03657-8
- Hatfield, Charles (2005). Alternative comics : an emerging literature (1st ed.). Jackson, Miss.: University Press of Mississippi. ISBN 1578067197
- Morrow, John, ed. (2006). The Collected Jack Kirby Collector. Vol. 5. Raleigh, North Carolina: TwoMorrows Publishing. ISBN 978-1-893905-57-3.
- Evanier, Mark (2008). Kirby: King of Comics. Abrams. ISBN 978-0810994478
- Sanderson, Peter; Gilbert, Laura, ed. (2008). Marvel Chronicle A Year by Year History. London, United Kingdom: Dorling Kindersley. ISBN 978-0756641238
- Levitz, Paul (2010). “The Golden Age 1938–1956”. 75 Years of DC Comics The Art of Modern Mythmaking. Cologne, Germany: Taschen. ISBN 9783836519816
- Wallace, Daniel; Dolan, Hannah, ed. (2010). DC Comics Year By Year A Visual Chronicle. London, United Kingdom: Dorling Kindersley. ISBN 978-0-7566-6742-9
- Duncan, Randy; Smith, Matthew J. (2010). Icons of the American Comic Book: From Captain America to Wonder Woman. Santa Barbara, CA: ABC-CLIO. pp. 353. ISBN 9780313399237 2019年5月6日閲覧。
- Hatfield, Charles (2012). Hand of Fire: The Comics Art of Jack Kirby. University Press of Mississippi. ISBN 9781617031786
- Sergi, Joe (2015). The Law for Comic Book Creators: Essential Concepts and Appications (Kindle ed.). McFarland. ASIN B00TKUJ8U4
- Evanier, Mark (2017). Kirby: King of Comics (Revised, Expanded, Kindle ed.). Abrams. ASIN B0747LK4MR
- Van Lente, Fred; Dunlavey, Ryan (2017). Comic Book History of Comics: Birth of a Medium (Kindle ed.). IDW. ASIN B06ZZZB1RC

### 展示カタログ
- John Carlin, with contributions by Stanley Crouch, ed (2005). Masters of American comics. [this catalogue was published in conjunction with "Masters of American comics", an exhibition jointly organized by the Hammer Museum and the Museum of Contemporary Art, Los Angeles] (illustrated ed.). New Haven [u.a.]: Yale Univ. Press. ISBN 030011317X
- Charles Hatfield and Brian Saunders, ed (2015-09). Comic Book Apocalypse: The Graphic World of Jack Kirby. [this catalogue was published in conjunction with "Comic Book Apocalypse: The Graphic World of Jack Kirby", an exhibition organized by California State University, Northridge]. California: IDW Publishing & California State University, Northridge. ISBN 978-1-63140-542-6